# Barras Futebol Club
El Barras Futebol Club és un club de futbol brasiler de la ciutat de Barras a l'estat de Piauí.

## Història
El club va ser fundat el 15 de novembre de 2004. Guanyà el campionat piauiense l'any 2008, el major títol en la seva història.

## Estadi
El Barras Futebol Club disputa els seus partits com a local a l'Estadi Juca Fortes. Té una capacitat per a 4.870 espectadors.

## Palmarès
- Campionat piauiense:
  - 2008